# Lacre

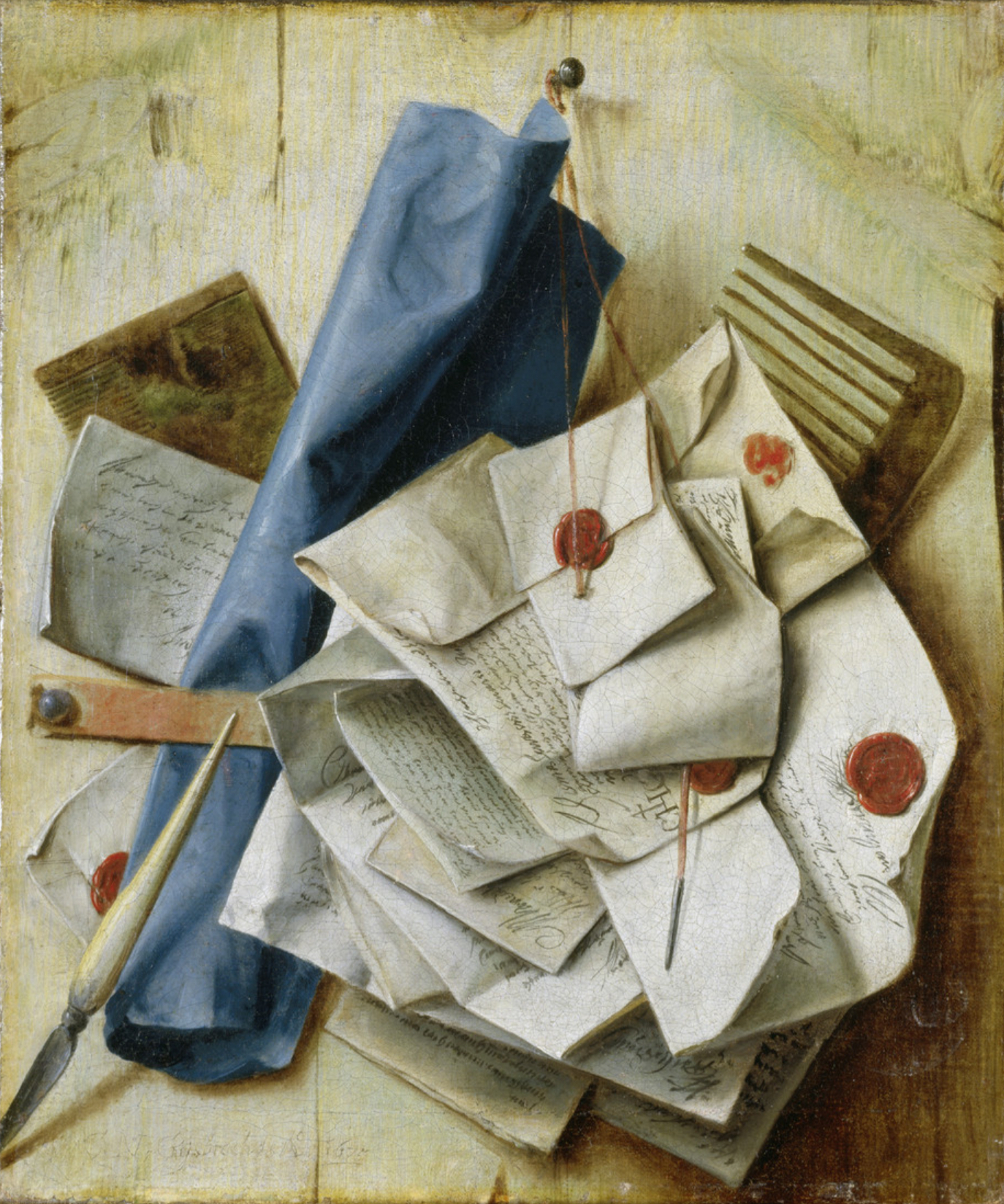
Cartas lacradas en un cuadro de 1675 de Cornelis Norbertus Gysbrechts.

El lacre es una pasta a base de colofonia, goma laca y trementina, además de bermellón u otro color mineral. Se funde fácilmente, dada su baja temperatura de fusión, y se usa en cartas, paquetes, etc., para garantizar su cierre. Suele ser de color rojo.
El lacre se utilizó para sellar cartas entre los siglos XVI y XVII. También se utilizaba para tomar la impresión de los sellos sobre los documentos importantes, o para crear un sello hermético de los contenedores. Ahora se utiliza principalmente con fines decorativos.

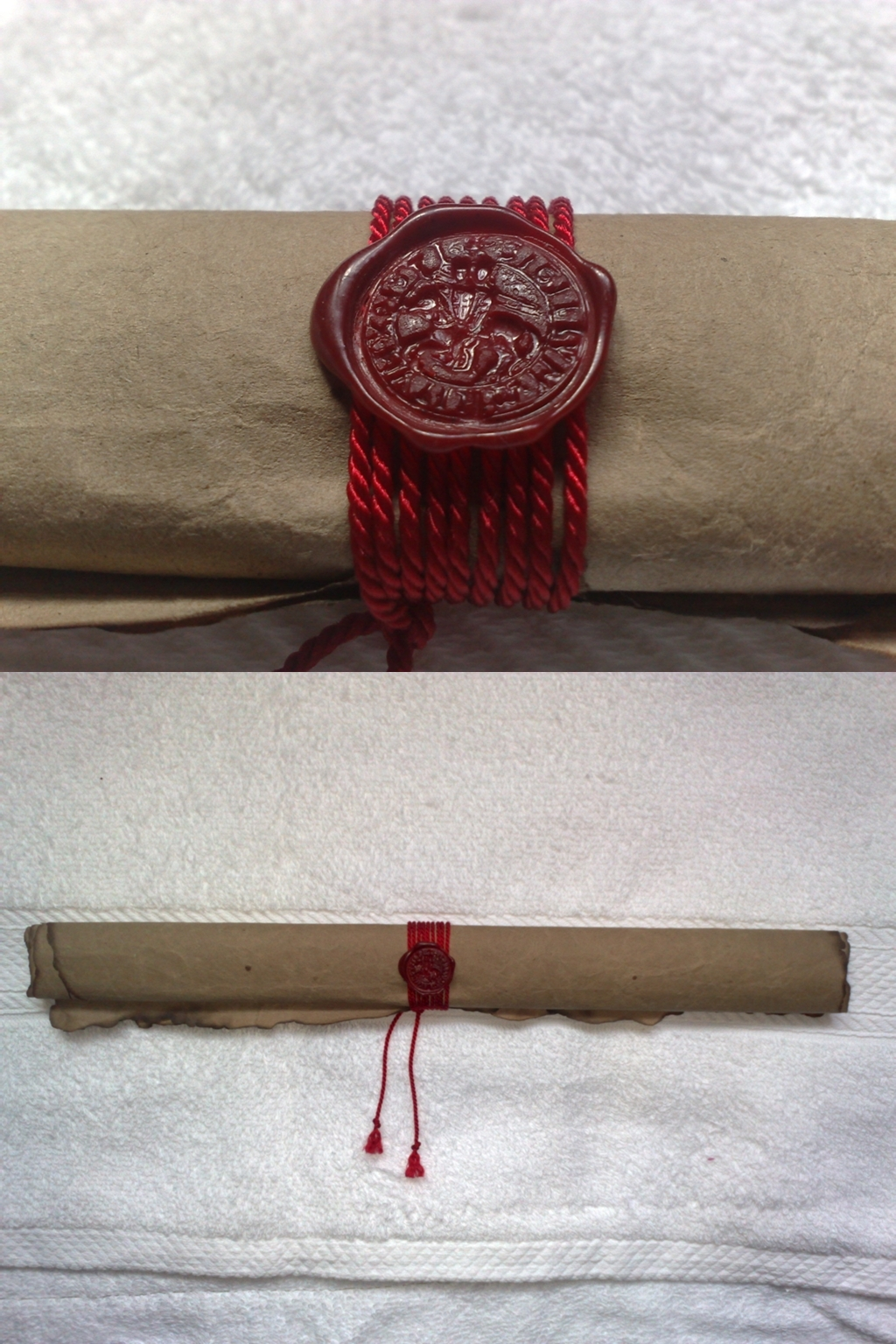
Manuscrito en pergamino, sellado con el símbolo de los Caballeros Templarios, con 9 vueltas de hilo de seda y lacre rojo. Es visible su lema: Sigillum Militum Xpisti, que significa ‘Sello de la Milicia de Cristo’.

Si bien las recetas exactas varían, en general los lacres pueden ser divididos en los que se manejaban antes y después de la apertura del comercio con las Indias. En la Edad Media, el lacre se hacía generalmente de cera de abejas derretida junto con trementina de Venecia, una resina de color amarillo-verdoso (extracto del árbol de alerce). Los primeros sellos de cera eran incoloros; más tarde fueron a menudo de cera teñida de rojo con cinabrio. Conforme pasó el tiempo, en el mismo siglo XVI se hizo una mezcla de diferentes proporciones de goma laca, trementina, resina, yeso o tiza y colorantes (a menudo todavía cinabrio, de color rojo, o bien, el plomo), pero no cera real.
También se utilizaba para sellar botellas de vino y conservas. Originalmente el cierre era de cera roja, pero más tarde también podía ser negro (tintado con una lámpara de color negro o marfil negro) o verde (teñido con verdigrís). Algunos usuarios, como la Corona británica, asignaban colores diferentes a los distintos tipos de documentos. Hoy en día está disponible una gama de colores sintéticos.
El lacre está normalmente disponible en forma de barras, como gránulos o como cilindros para su uso en pistola. La barra se funde en un extremo, o los gránulos se calientan en una cuchara, normalmente mediante una llama, para luego colocarlo, por lo general, en la solapa de un sobre. Cuando la cera está aún blanda, se imprime con un sello, a menudo de metal, con un diseño. Al enfriarse se vuelve rígido, por lo que, al quebrarse, muestra que se ha abierto la carta o el paquete.
Hay velas de lacre tradicionales que siguen produciéndose en Canadá, Francia, España, Italia y Escocia, con la misma receta, moldes y técnica de más de 300 años.
El lacre sintético se utiliza industrialmente para lacrar las bocas de las botellas a modo de cápsula. Este lacre se corta fácilmente con un cuchillo y se desprende sin trocearse gracias a su flexibilidad.
Para utilizar el lacre en pistola, simplemente se enchufa a la corriente eléctrica, se inserta el cilindro de lacre y se espera a que se caliente. Entonces con el gatillo se aplica el lacre en los documentos. El método es económico y se usa tanto para lacrados esporádicos como en serie, como pueden ser las invitaciones a una boda.

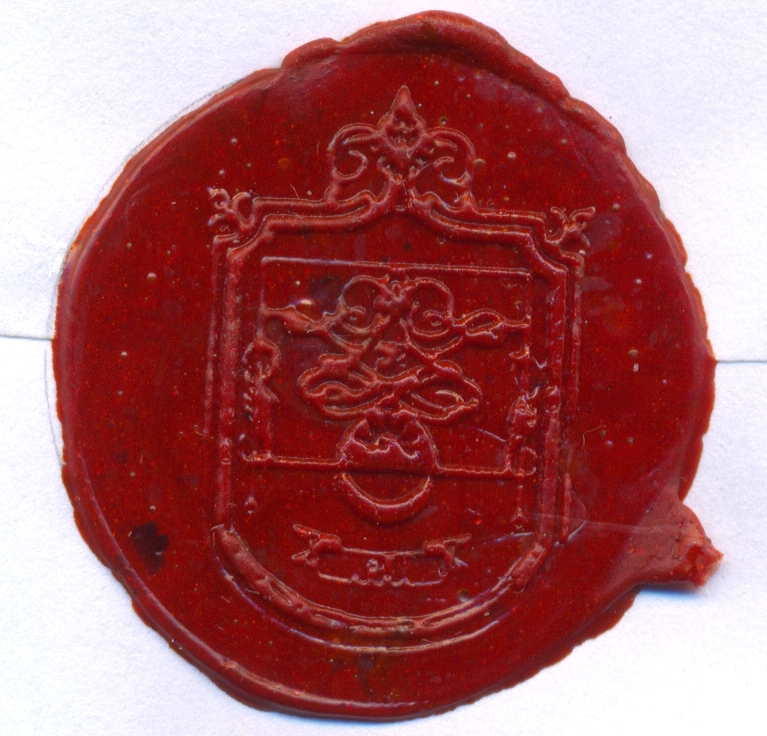
Sello de lacre en sobre. Heráldica de la familia Fonseca Padilla, Jalisco, México.

En el mundo moderno, el sellado de cera ha traído un sinfín de aplicaciones, en la mayor parte de los casos en forma decorativa. Desde el advenimiento del sistema postal, la utilización de lacre se ha convertido más que seguridad en un fino detalle para un evento especial. Los tiempos modernos han exigido nuevos estilos y la creación de lacre sintético, lo que permite la manipulación del paquete sin afectar o romper el sello. Estas nuevas ceras son flexibles para el envío y se pueden aplicar usando una pistola de pegamento de lacre, imitaciones de lacre, o cera flexible, permitiendo darle más manejo, pero sin afectar o romper el sello.
La mayoría de las familias de nobles europeas, así como algunas familias en América, siguen utilizando el lacre para dar cierta presencia a un documento, sello que, por lo general, es el escudo heráldico de la familia.
Hay una aplicación y uso del Lacre al parecer poco conocida, es el uso en orfebrería. Se usa como base o soporte para el repujado de metales debido a su bajo punto de fusión. Se calienta la superficie donde se coloca la plancha metálica que se repujara, y dada su flexibilidad al golpear el metal, este va tomando la forma del dibujo elegido, al permitir que el metal tome volumen sin dañarse.
Este lacre se compone de oxido de hierro, pez rubia y aceite vegetal (de girasol por ejemplo).